# گاوزن‌محله رودبست
 رودبست، روستایی از توابع بخش مرکزی شهرستان بابلسر در استان مازندران ایران است.

## جمعیت
براساس آخرین سرشماری مرکز آمار ایران که در سال ۱۳۸۵ صورت گرفته، جمعیت آن ۲۰۳۶نفر (۵۴۷خانوار) بوده‌است.